# 国東港
国東港（くにさきこう）は、大分県国東市にある地方港湾。港湾管理者は大分県。

## 概要
2006年3月1日に東国東郡国見町・国東町・武蔵町及び安岐町が合併して国東市となるのに伴い、2006年2月7日に東国東郡4町内にある伊美（いみ）港、櫛来（くしく）港、岐部（きべ）港、熊毛（くまげ）港、向田（むかた）港、富来（とみく）港、武蔵（むさし）港の7港を従来の国東港に統合して発足した。
これは、全国9地域をモデルとして進められている地方港湾統合の全国初の実施例である。この統合により、従来の各港は地区と呼ばれることとなった（例：伊美港 → 国東港伊美地区）。
国東港伊美地区と姫島港との間には、大分県本土と東国東郡姫島村（姫島）とを結ぶ定期フェリーが就航している。
2015年度の発着数は5,706隻（921,802総トン）、利用客数は269,649人（乗込人員134,669人、上陸人員134,980人）である。

## 主要航路
- 姫島村営フェリー
  - 国東港伊美地区 - 姫島港（東国東郡姫島村）
  - 所要時間：約20分
  - 便数：1日12往復就航
  - 就航船舶：第一姫島丸（199トン）、第二姫島丸（199トン）